# Renault RE30B
Chronologie des modèles (1982)
Renault RE30 Renault RE30C
La Renault RE30B est une monoplace de Formule 1 conçue par Renault Sport pour le championnat du monde de Formule 1 1982. Elle succède à la Renault RE30. Alain Prost et René Arnoux ont piloté cette monoplace.

## Historique
Bien que performante sur un tour (10 pole positions en 16 Grands Prix), la RE30B connaît de graves soucis de fiabilité (20 abandons). Prost et Arnoux remportent quatre victoires, et le titre mondial des constructeurs, momentanément entrevu, ne donne lieu qu'à une troisième place au championnat du monde.

## Résultats en championnat du monde de Formule 1
| Saison | Écurie             | Moteur        | Pneus    | Pilotes     | Courses | Courses | Courses | Courses | Courses | Courses | Courses | Courses | Courses | Courses | Courses | Courses | Courses | Courses | Courses | Courses | Points inscrits | Classement |
| Saison | Écurie             | Moteur        | Pneus    | Pilotes     | 1       | 2       | 3       | 4       | 5       | 6       | 7       | 8       | 9       | 10      | 11      | 12      | 13      | 14      | 15      | 16      | Points inscrits | Classement |
| ------ | ------------------ | ------------- | -------- | ----------- | ------- | ------- | ------- | ------- | ------- | ------- | ------- | ------- | ------- | ------- | ------- | ------- | ------- | ------- | ------- | ------- | --------------- | ---------- |
| 1982   | Équipe Renault Elf | Renault EF1V6 | Michelin |             | AFS     | BRÉ     | EUO     | SMR     | BEL     | MON     | EUE     | CAN     | P-B     | GBR     | FRA     | ALL     | AUT     | SUI     | ITA     | LVE     | 62              | 3e         |
| 1982   | Équipe Renault Elf | Renault EF1V6 | Michelin | Alain Prost | 1er     | 1er     | Abd.    | Abd.    | Abd.    | 7e      | Nc.     | Abd.    | Abd.    | 6e      | 2e      | Abd.    | 8e      | 2e      | Abd.    | 4e      | 62              | 3e         |
| 1982   | Équipe Renault Elf | Renault EF1V6 | Michelin | René Arnoux | 3e      | Abd.    | Abd.    | Abd.    | Abd.    | Abd.    | 10e     | Abd.    | Abd.    | Abd.    | 1er     | 2e      | Abd.    | 16e     | 1er     | Abd.    | 62              | 3e         |

Légende : ici 